# Strażnica KOP „Smołwy”

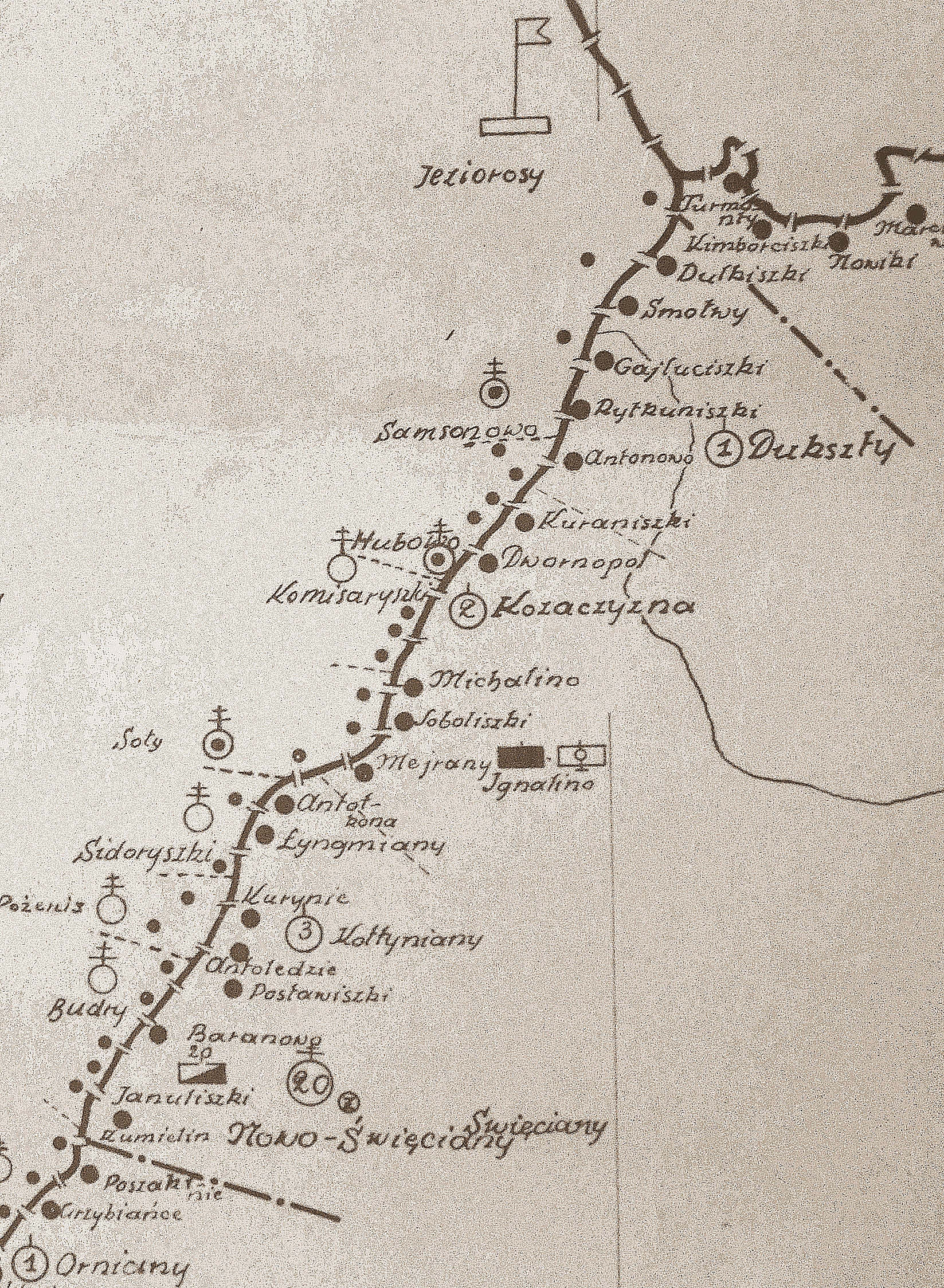
Rozmieszczenie batalionu KOP
„Nowe Świeciany” w 1931

Strażnica KOP „Smołwy” – zasadnicza jednostka organizacyjna Korpusu Ochrony Pogranicza pełniąca służbę ochronną na granicy polsko-litewskiej.

## Formowanie i zmiany organizacyjne
W 1926 w składzie 6 Brygady Ochrony Pogranicza, został sformowany 20 batalion graniczny. W 1928 w skład batalionu wchodziło 12 strażnic. Strażnica KOP „Smołwy” w latach 1929–1939 znajdowała się w strukturze 1 kompanii KOP „Dukszty”  batalionu KOP „Nowe Święciany”. Strażnica liczyła około 18 żołnierzy i rozmieszczona była przy linii granicznej z zadaniem bezpośredniej ochrony granicy państwowej.
W 1932 obsada strażnicy zakwaterowana była w budynku prywatnym. Strażnicę z macierzystą kompanią łączył trakt długości 17 km.

## Służba graniczna
Podstawową jednostką taktyczną Korpusu Ochrony Pogranicza przeznaczoną do pełnienia służby ochronnej był batalion graniczny. Odcinek batalionu dzielił się na pododcinki kompanii, a te z kolei na pododcinki strażnic, które były „zasadniczymi jednostkami pełniącymi służbę ochronną”, w sile półplutonu. Służba ochronna pełniona była systemem zmiennym, polegającym na stałym patrolowaniu strefy nadgranicznej, wystawianiu posterunków alarmowych, obserwacyjnych i kontrolnych stałych, patrolowaniu i organizowaniu zasadzek w miejscach rozpoznanych jako niebezpieczne, kontrolowaniu dokumentów i zatrzymywaniu osób podejrzanych, a także utrzymywaniu ścisłej łączności między oddziałami i władzami administracyjnymi. Strażnice KOP stanowiły pierwszy rzut ugrupowania kordonowego Korpusu Ochrony Pogranicza.
Strażnica KOP „Smołwy” w roku ochraniała pododcinek granicy państwowej szerokości 7 kilometrów 950 metrów, a w 1938 pododcinek szerokości 7 kilometrów 900 metrów od słupa granicznego nr 1009 do 1024.
Sąsiednie strażnice:
- strażnica KOP „Gajlutyszki” ⇔ strażnica KOP „Dulkiszki” – 1929[2], 1931[3] , 1932[4], 1934[5] i w 1938[6]

## Dowódcy strażnicy
- Adam Dybowski (1935) – (1936)[10]
- sierż. Władysław Jezierski (IV 1939) – (IX 1939)